# Ectropis duplicata
Ectropis duplicata là một loài bướm đêm trong họ Geometridae.